# Pyrgulopsis archimedis
Pyrgulopsis archimedis är en snäckart som beskrevs av S. S. Berry 1947. Pyrgulopsis archimedis ingår i släktet Pyrgulopsis och familjen tusensnäckor. Inga underarter finns listade i Catalogue of Life.